# Mărăcineni (Buzău)
Pour l’article homonyme, voir Mărăcineni (Argeș).
Mărăcineni est une commune du județ de Buzău en Roumanie.